# Hydrachna hungerfordi
Hydrachna hungerfordi är en kvalsterart som beskrevs av Lundblad 1934. Hydrachna hungerfordi ingår i släktet Hydrachna och familjen Hydrachnidae. Inga underarter finns listade i Catalogue of Life.